# نوروود بازار
نوروود بازار (به لاتین: Norwood Bazaar) یک منطقهٔ مسکونی در سری‌لانکا است که در استان مرکزی (سری‌لانکا) واقع شده‌است.